# Young Lion Cup
El Young Lion Cup es un torneo anual de lucha libre promovido por la New Japan Pro-Wrestling (NJPW) como un medio de dar a conocer el talento más joven en su plantel. El torneo es el sucesor de la Copa Karl Gotch que promovió NJPW en la década de 1970. NJPW ha celebrado el torneo once veces desde 1985. Después del torneo de 2005, NJPW no celebró otra Young Lion Cup durante 12 años, hasta la reactivación del torneo en 2017.

## Historia
La Young Lion Cup es un torneo round-robin en el mismo estilo que el torneo anual de G1 Climax de NJPW. Los luchadores tradicionalmente una victoria vale dos puntos, un empate vale uno, y derrota cero. En algunos años, los dos luchadores con más puntos al final del torneo round-robin se enfrentarían en un partido individual para el trofeo Young Lion Cup, mientras que en otros años, el luchador con la mayor cantidad de puntos sería declarado el ganador. Los ganadores de la Young Lion Cup también serían recompensados con una excursión de aprendizaje en el extranjero.

## Ganadores
| Torneo         | Año  | Ganador            | Total de veces ganado |
| -------------- | ---- | ------------------ | --------------------- |
| Young Lion Cup | 1985 | Shunji Kosugi      | 1                     |
| Young Lion Cup | 1986 | Keiichi Yamada     | 1                     |
| Young Lion Cup | 1987 | Masahiro Chono     | 1                     |
| Young Lion Cup | 1993 | Hiroyoshi Yamamoto | 1                     |
| Young Lion Cup | 1994 | Satoshi Kojima     | 1                     |
| Young Lion Cup | 1995 | Manabu Nakanishi   | 1                     |
| Young Lion Cup | 1996 | Tokimitsu Ishizawa | 1                     |
| Young Lion Cup | 2000 | Kenzo Suzuki       | 1                     |
| Young Lion Cup | 2004 | Ryusuke Taguchi    | 1                     |
| Young Lion Cup | 2005 | Hirooki Goto       | 1                     |
| Young Lion Cup | 2017 | Katsuya Kitamura   | 1                     |
| Young Lion Cup | 2019 | Karl Fredericks    | 1                     |

## Resultados

### 2017
Después de su lucha en el evento Lion's Gate Project 7 el 4 de julio de 2017, Yuji Nagata propuso traer nuevamente la Copa Young Lion. El 26 de septiembre, NJPW anunció oficialmente la reactivación del torneo después de 12 años. El torneo round-robin comenzó el 12 de octubre en Lion's Gate Project 8 y concluyó el 21 de diciembre en Lion's Gate Project 10, e incluyó a seis luchadores que debutaron en 2016 y 2017. El torneo estuvo dedicado a la memoria de Kotetsu Yamamoto, quien sirvió como el jefe del dojo de NJPW.
| Katsuya Kitamura | 10 |
| Hirai Kawato     | 8  |
| Tomoyuki Oka     | 6  |
| Shota Umino      | 4  |
| Ren Narita       | 1  |
| Tetsuhiro Yagi   | 1  |
| ---------------- | -- |

| Young Lion Cup | Kawato          | Kitamura         | Narita          | Oka              | Umino            | Yagi            |
| -------------- | --------------- | ---------------- | --------------- | ---------------- | ---------------- | --------------- |
| Kawato         | X               | Kitamura (4:12)  | Kawato (7:14)   | Kawato (5:35)    | Kawato (8:27)    | Kawato (6:43)   |
| Kitamura       | Kitamura (4:12) | X                | Kitamura (5:35) | Kitamura (11:20) | Kitamura (10:04) | Kitamura (8:32) |
| Narita         | Kawato (7:14)   | Kitamura (5:35)  | X               | Oka (13:22)      | Umino (6:08)     | Empate (15:00)  |
| Oka            | Kawato (5:35)   | Kitamura (11:20) | Oka (13:22)     | X                | Oka (10:50)      | Oka (7:13)      |
| Umino          | Kawato (8:27)   | Kitamura (10:04) | Umino (6:08)    | Oka (10:50)      | X                | Umino (7:54)    |
| Yagi           | Kawato (6:43)   | Kitamura (8:32)  | Empate (15:00)  | Oka (7:13)       | Umino (7:54)     | X               |

### 2019
Una nueva edición del torneo fue anunciada el 26 de agosto, la cual tuvo lugar durante el tour del evento Destruction en el mes de septiembre. Contó con ocho participantes, cuatro del New Japan Dojo, tres del Los Angeles Dojo y uno del Fale Dojo. Dos de ellos ya habían participado en la edición del año 2017.
| Karl Fredericks  | 12 |
| Shota Umino      | 10 |
| Ren Narita       | 10 |
| Alex Coughlin    | 8  |
| Clark Connors    | 8  |
| Yota Tsuji       | 4  |
| Michael Richards | 2  |
| Yuya Uemura      | 2  |
| ---------------- | -- |

| Young Lion Cup | Uemura            | Tsuji             | Umino             | Narita         | Richards          | Coughlin          | Connors           | Fredericks        |
| -------------- | ----------------- | ----------------- | ----------------- | -------------- | ----------------- | ----------------- | ----------------- | ----------------- |
| Uemura         | X                 | Tsuji (8:50)      | Umino (6:53)      | Narita (8:35)  | Richards (8:47)   | Coughlin (7:59)   | Uemura (9:31)     | Fredericks (6:12) |
| Tsuji          | Tsuji (8:50)      | X                 | Umino (7:34)      | Narita (7:49)  | Tsuji (6:44)      | Coughlin (10:12)  | Connors (7:43)    | Fredericks (7:23) |
| Umino          | Umino (6:53)      | Umino (7:34)      | X                 | Umino (9:09)   | Umino (8:00)      | Umino (8:14)      | Connors (6:50)    | Fredericks (7:17) |
| Narita         | Narita (8:35)     | Narita (7:49)     | Umino (9:09)      | X              | Narita (7:18)     | Narita (7:49)     | Connors (7:25)    | Narita (7:06)     |
| Richards       | Richards (8:47)   | Tsuji (6:44)      | Umino (8:00)      | Narita (7:18)  | X                 | Coughlin (6:13)   | Connors (7:09)    | Fredericks (6:12) |
| Coughlin       | Coughlin (7:59)   | Coughlin (10:12)  | Umino (8:14)      | Narita (7:49)  | Coughlin (6:13)   | X                 | Coughlin (7:53)   | Fredericks (8:01) |
| Connors        | Uemura (9:31)     | Connors (7:43)    | Connors (6:50)    | Connors (7:25) | Connors (7:09)    | Coughlin (7:53)   | X                 | Fredericks (7:06) |
| Fredericks     | Fredericks (6:12) | Fredericks (7:23) | Fredericks (7:17) | Narita (7:06)  | Fredericks (6:12) | Fredericks (8:01) | Fredericks (7:06) | X                 |